# Arvales

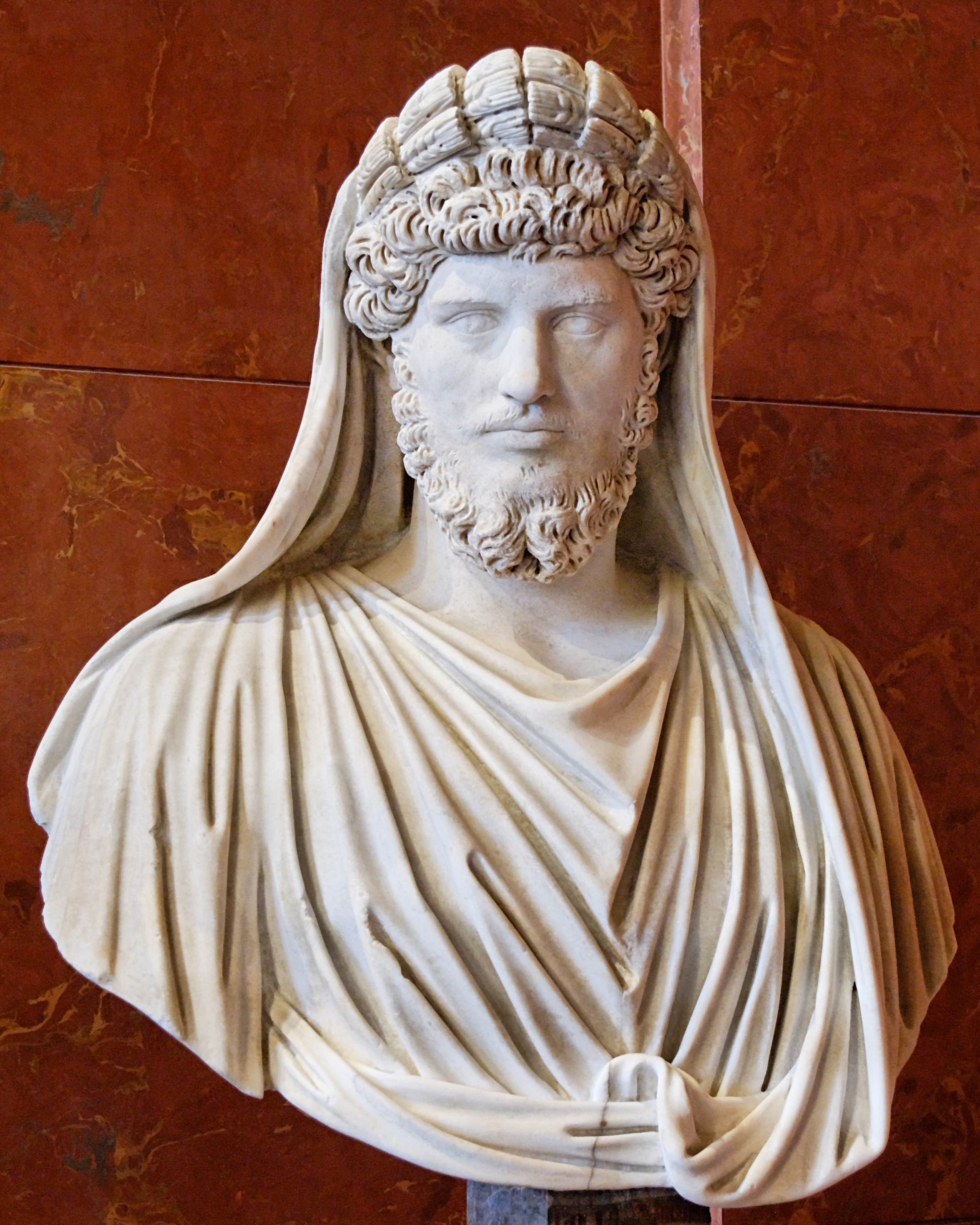
Busto de Lucio Vero vestido al modo de los hermanos arvales

Los arvales o hermanos arvales  fueron una cofradía sacerdotal romana cuyos orígenes remontaban a la época de la fundación de la ciudad (siglo VIII a. C.). Estuvo compuesta inicialmente por doce flamines consagrados al culto de Dea Dia, divinidad romana arcaica protectora de la agricultura y las cosechas, más tarde identificada con la diosa Ceres. Etimológicamente, la voz «arval» derivaba de arvum o aruum que quiere decir tierra trabajada.

## Orígenes e historia
El origen de la cofradía era legendario. Se remontaba al mismo origen de Roma, pues, según la leyenda, Aca Larentia y Fáustulo, la pareja que había recogido a Rómulo y Remo, tenían doce hijos. Fallecido uno de estos, Rómulo consintió en ser adoptado en reemplazo del muerto. El mismo Rómulo habría instituido el nombre fratres arvales para el grupo formado por él y los once hermanos restantes. Un testimonio de la gran antigüedad de la cofradía era el carácter arcaico del latín del himno sacremental, conocido como Carmen Arvale, que los arvales utilizaban durante las ceremonias.
En sus inicios, esta hermandad habría sido la contrapartida latina de los sodales Titii, que era la cofradía sacerdotal de los sabinos. Desde su mítico comienzo la integraban doce miembros. A la muerte de uno de ellos, los restantes designaban un nuevo hermano. Su actividad había declinado a finales de la República. Fue reorganizada durante el Imperio, en la época de Augusto, habiéndose incrementado a partir de esa época la cantidad de sus miembros. El mismo Augusto y posteriormente el emperador Heliogábalo fueron integrantes de ella. El colegio existía todavía en el año 325. Recién habría sido abolido junto con otros instituciones religiosas antiguas hacia el año 400, concomitantemente con la implantación definitiva del cristianismo como religión imperial [cita requerida].